# Adam Johnson
Adam Johnson (* 14. července 1987 Sunderland) je bývalý anglický profesionální fotbalista, který hrával na pozici křídelníka. Mezi lety 2010 a 2012 odehrál také 12 utkání v anglické reprezentaci, ve kterých vstřelil 2 branky.
V roce 2016 zamířil na šest let do vězení, kde si odpykal trest za sexuální kontakt s nezletilou dívkou. V roce 2019 se Johnson dostal zpátky na svobodu po odpykání poloviny trestu.

## Klubová kariéra
První zápas v dospělých absolvoval v dresu Middlesbrough v Poháru UEFA ve svých 17 letech 17. května 2005 proti Sportingu Lisabon. O šest měsíců později se pak dostal do základní sestavy a odehrál tak svůj první zápas v nejvyšší anglické soutěži proti Arsenalu. Na první gól si musel počkat až do 3. května 2006, kde se prosadil proti Boltonu (remíza 1:1). Z Middlesbrough hostoval v Leedsu United a Watfordu.
Do Manchesteru City přišel z Middlesbrough v roce 2010. Ve stejném roce byl vyhlášen za jednoho z největší talentů současné doby. Svůj debut v dresu Manchester City FC si odbyl 6. února 2010 v zápase proti Hullu. V dresu Middlesbrough odehrál 96 zápasů a vstřelil 13 branek.
V srpnu 2012 odešel kvůli nedostatku herního času z týmu Manchesteru do Sunderlandu. Manažer Martin O'Neill za něj údajně zaplatil částku 10 miliónů liber plus bonusy.

## Reprezentační kariéra
Adam byl nominován do reprezentačních týmů Anglie U19 a U21.
V A-mužstvu Anglie debutoval 24. 5. 2010 v přátelském zápase v Londýně proti reprezentaci Mexika (výhra 3:1).

## Osobní život
Dne 2. března 2015 byl zadržen durhamskou policií a skončil v cele pro podezření za soulož s 15letou dívkou. Složil kauci, ale následně byl suspendován a za klub Sunderland nemohl nastupovat. Ze Sunderlandu byl propuštěn a společnost Adidas mu vypověděla sponzorskou smlouvu. Původně byl obviněn ze dvou skutků: sexu s nezletilou a kybergroomingu. Dne 24. března 2016 došlo k jeho odsouzení k šestiletému nepodmíněnému trestu za tři prokázaná obvinění sexuálního zneužití dívek mladších šestnácti let, když byl vedle dvou výše uvedených shledán vinným i ve třetím případu, incidentu v automobilu z 30. ledna 2015.
V roce 2019 se Johnson dostal zpátky na svobodu po odpykání poloviny trestu.